# Mixopsis typtaria
Mixopsis typtaria är en fjärilsart som beskrevs av Felder 1875. Mixopsis typtaria ingår i släktet Mixopsis och familjen mätare. Inga underarter finns listade i Catalogue of Life.